# Ithaechma oneilli
Ithaechma oneilli är en stekelart som beskrevs av Porter 1998. Ithaechma oneilli ingår i släktet Ithaechma och familjen brokparasitsteklar. Inga underarter finns listade i Catalogue of Life.